# 丹麦—乌克兰关系
丹麦-乌克兰关系指两国的双边关系。丹麦在基辅设有大使馆，乌克兰在哥本哈根设有大使馆。丹麦于1991年12月31日承认乌克兰，并于1992年2月12日建立外交关系。
丹麦根据东部伙伴关系计划支持乌克兰，并为乌克兰各部门的改革做出贡献。丹麦被描述为是乌克兰的一个重要合作伙伴。

## 早期关系
1918年或1919年， 丹麦承认了当时从俄国独立的乌克兰人民共和国。

## 现代关系
在丹麦担任欧盟理事会主席期间，丹麦首相安诺斯·福格·拉斯穆森欢迎乌克兰加入欧盟，但也表示乌克兰需要进行更多改革才可以加入欧盟。 2004年，为加强与乌克兰的关系，丹麦在乌克兰设立大使馆。
1998年9月，丹麦外交部长尼尔斯·赫尔维格·彼得森访问乌克兰，访问期间，两国签署了政府间金融合作议定书。 2007年3月，乌克兰总统维克多·安德烈耶维奇·尤先科访问丹麦，与丹麦官员就签署能源、农业和食品合作协议交换意见。 2011年5月，乌克兰总理尼古拉·阿扎罗夫邀请弗雷德里克王储来访乌克兰。

## 军事合作
丹麦在顿巴斯战争后于2014年开始参与由北约牵头的对乌克兰军队的建设。2015年后，丹麦参加英国领导的“轨道行动”培训任务，并为此配备工作人员办公室、培训团队和翻译。此外，来自丹麦皇家海军和丹麦皇家陆军的士兵也对乌克兰士兵进行培训。
2022年1月，俄乌危机持续恶化后，丹麦向乌克兰提供了1.64亿丹麦克朗的援助，以支持乌克兰的国防。